# Aloe aageodonta
Aloe aageodonta är en grästrädsväxtart som beskrevs av Leonard Eric Newton. Aloe aageodonta ingår i släktet Aloe och familjen grästrädsväxter. Inga underarter finns listade i Catalogue of Life.